# Drosophila paulistorum
Drosophila paulistorum este o specie de muște din genul Drosophila, familia Drosophilidae, descrisă de Theodosius Grigorievich Dobzhansky și Pavan în anul 1949. Conform Catalogue of Life specia Drosophila paulistorum nu are subspecii cunoscute.